# Boeket (bloemen)

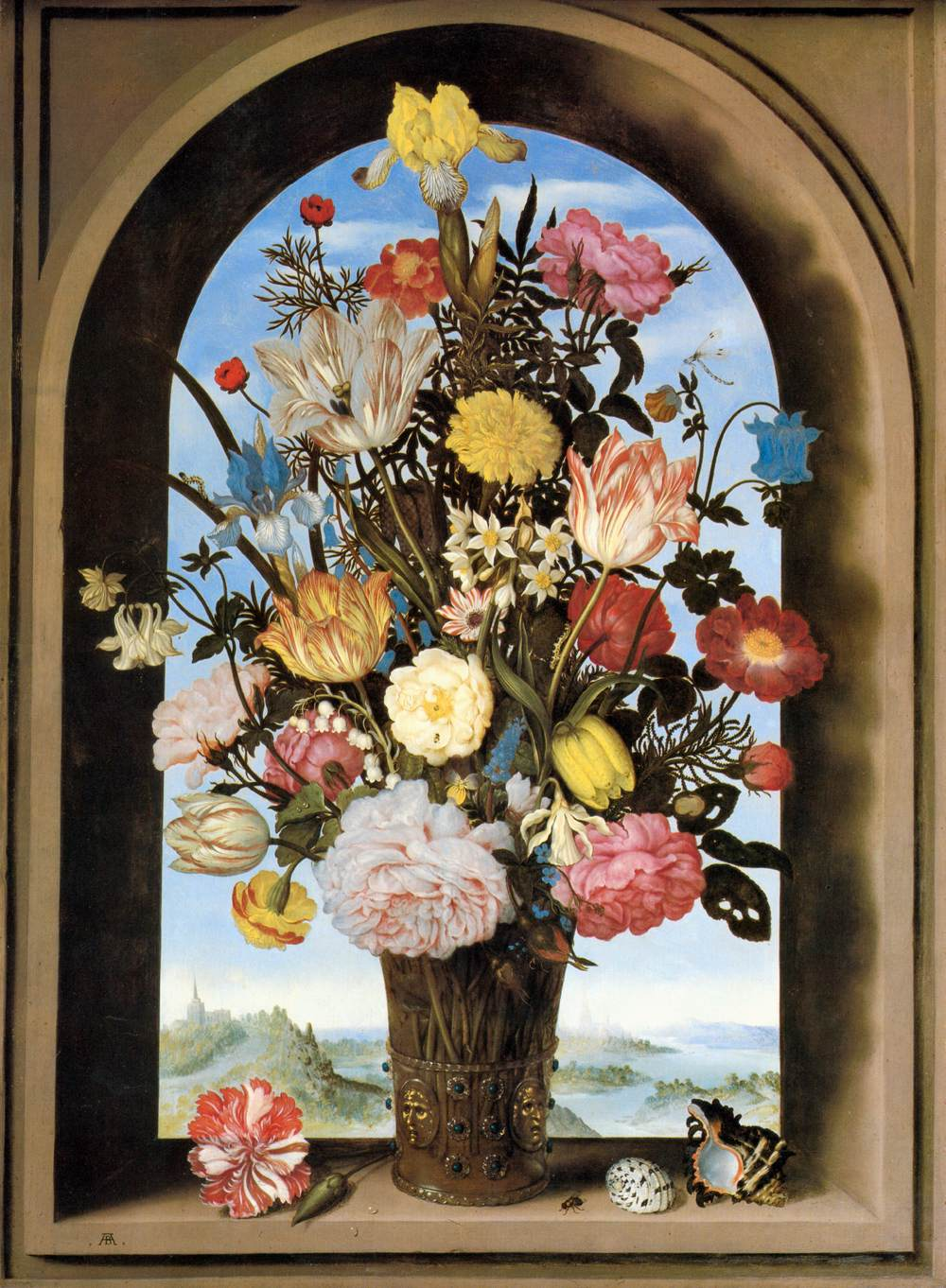
Een boeket bloemen

Een boeket is een bos snijbloemen. De naam is ontleend aan het Frans (bouquet d'arbres) en heeft betrekking op de geur (bijvoorbeeld van wijn, zie: bouquet). Een boeket wordt daarom ook wel ruiker genoemd, maar nog vaker een bloemetje of een bosje bloemen.
Het bosje bloemen is het meest gegeven cadeau in Nederland, vaak als "iets erbij", dus naast het "eigenlijke cadeau".